# Papa Milziade
(Sant'Agostino d'Ippona)
Milziade o Melchiade (Nordafrica, ... – Roma, 10 gennaio 314) è stato il trentaduesimo papa della Chiesa cattolica, che lo venera come santo. Fu papa dal 2 luglio 311 alla sua morte.

## Biografia
L'anno della sua nascita è sconosciuto, come la sua storia personale fino all'elevazione al soglio di Pietro. Dopo il bando di papa Eusebio e la confisca di parte dei beni della Chiesa da parte di Massenzio, la sede romana rimase vacante per qualche tempo, probabilmente per le complicazioni che erano sorte a seguito dei tumulti causati dal problema degli apostati (i lapsi), che avevano indotto l'imperatore ad esiliare Eusebio. Il 2 luglio 311, Miltiades (il nome è scritto anche Melchiades), originario dell'Africa, fu consacrato vescovo di Roma. Esiste un'incertezza sull'anno esatto della sua elezione, derivata dal Catalogo Liberiano dei Papi che riportava 2 luglio 311 quale data di consacrazione del nuovo papa (ex die VI non. iul. a cons. Maximiliano VIII solo, quod fuit mense septembri Volusiano et Rufino); in contraddizione con questa informazione riportava però anche che la morte del papa avvenne il 2 gennaio 314 (non il 10), dopo un pontificato di tre anni, sei mesi ed otto giorni. Quindi, Milziade sarebbe stato eletto nel 310, anziché nel 311, ma nel 310 Eusebio era ancora in vita. Probabilmente, per l'errore di un copista, dovremmo leggere ann. II invece di ann. III e pertanto l'anno della sua elevazione al papato fu, con più probabilità, il 311.

### Fine delle persecuzioni contro i cristiani
Negli anni 310-311 si verificarono importanti mutamenti nei rapporti tra lo Stato e la Chiesa. Galerio, uno dei due Augusti d'Oriente, era stato il promotore dell'ultima grande persecuzione contro i cristiani, ma la resistenza ad oltranza di questi, e la loro condotta morale, convinsero l'imperatore a cessare la campagna. Oltre a ciò, lo stesso Galerio fu colpito nel 310 da una gravissima malattia che lo consumò anche nello spirito, tant'è che il 30 aprile del 311 emanò un editto di tolleranza e libertà di culto per i cristiani (Editto di Serdica). La tradizione tramanda che Galerio concludesse l'editto chiedendo ai cristiani di pregare il loro Dio per la propria salute, in riconoscenza della benevolenza da lui accordata alla nuova religione.
I cristiani continuarono ad essere perseguitati solamente in quei paesi orientali che erano sotto la giurisdizione di Massimino Daia, mentre in Occidente Massenzio rispettò l'editto di Galerio, consentendo, dopo circa due anni, l'elezione del nuovo vescovo di Roma. A lui accordò il diritto di riavere, tramite il prefetto della città, tutti gli edifici ecclesiastici ed i possedimenti che erano stati confiscati durante le persecuzioni. Due diaconi romani, Stratone e Cassiano, furono incaricati da Milziade di discutere della questione col prefetto e di riprendere possesso delle proprietà ecclesiastiche. Divenne così possibile riorganizzare completamente l'amministrazione della Chiesa e la vita religiosa dei Cristiani a Roma.
Milziade fece traslare i resti del suo predecessore, Eusebio, dalla Sicilia a Roma e li fece seppellire in una cripta nelle catacombe di San Callisto. L'anno seguente il papa fu testimone della sconfitta di Massenzio nella Battaglia di Ponte Milvio (28 ottobre 312) e dell'ingresso a Roma dell'imperatore Costantino, quantomeno favorevole, se non convertito, al Cristianesimo. L'anno successivo Costantino promulgò l'Editto di Milano, che pose fine all'epoca delle grandi persecuzioni dei cristiani e permise loro di vivere come tali e di ricostruire i loro luoghi di culto. Agli occhi dei cristiani l'imperatore venne visto come un protettore della Chiesa.

### Il Donatismo e il Manicheismo
A riprova dell'importanza e della popolarità assunte dall'imperatore anche nei fatti della Chiesa, si pongono i suoi interventi in relazione alle discordie religiose nate in occasione della controversa consacrazione, avvenuta a Cartagine nel 313, dei due vescovi rivali Ceciliano e Maiorino (o Maggiorino): quest'ultimo, il cui partito era guidato da Donato di Case Nere, che si era già distinto per alcune posizioni dichiarate “eretiche”, contestava l'elezione di Ceciliano avvenuta in assenza dei vescovi della Numidia che erano invece a lui favorevoli, e le due fazioni non si risparmiavano pesanti accuse.
In seguito ai tumulti scoppiati tra le fazioni, il console Anulino chiese l'intervento di Costantino, il quale chiese a sua volta a Milziade di nominare tre vescovi gallici da inviare come visitatori episcopali e di dare udienza, a Roma, ai due rivali per decidere del caso. Il 2 ottobre 313 si riunì, in domo Faustae in Laterano (il palazzo dell'imperatrice Fausta), sotto la presidenza di Milziade, un sinodo di diciotto vescovi gallici, italici e africani sostenitori dei due contendenti che, dopo aver discusso approfonditamente fino al 4 ottobre la controversia, decise in favore di Ceciliano, la cui elezione e consacrazione a vescovo di Cartagine fu dichiarata legittima, e il partito favorevole a Donato (chiamato donatista) fu nuovamente condannato come eretico. Milziade chiuse il sinodo e ne comunicò le decisioni a Costantino.
Successivamente l'imperatore istituì cinque diversi tribunali civili per affrontare il problema, che fu dibattuto per tre anni prima della sentenza definitiva ancora favorevole a Ceciliano. Forte del consenso religioso e civile, Costantino affidò al legittimo vescovo tutti i beni della Chiesa e punì con l'esilio i principali esponenti del partito avverso. Papa Milziade morì prima che la scissione dei Donatisti si potesse ricomporre. Essa comunque perdurò anche sotto i suoi successori, fino al VII secolo.
Nella biografia di Milziade, contenuta nel Liber pontificalis, si afferma anche che, durante il suo pontificato, furono scoperte a Roma delle sétte manichee; ciò è piuttosto verosimile, dato che il Manicheismo cominciò a comparire in Occidente solo nel IV secolo.
L'imperatore Costantino fece dono alla Chiesa romana del Palazzo del Laterano, che divenne la residenza del papa e, di conseguenza, anche la sede centrale dell'amministrazione della Chiesa di Roma. La basilica, confinante col palazzo, costruita probabilmente qualche tempo dopo, divenne poi la chiesa principale di Roma.
Fu Milziade, di fatto, il primo papa che non solo vide la Chiesa tollerata, ma anche favorita dalla benevolenza dell'imperatore romano.

### Provvedimenti normativi
Sempre il Liber pontificalis attribuì a questo papa un decreto che impediva ai Cristiani di digiunare la domenica o il giovedì, "perché in questi giorni i pagani osservavano un digiuno sacro". Questa ragione è da tenere in considerazione perché, probabilmente, deriva dall'autore del Liber Pontificalis che, grazie a questo presunto decreto, faceva risalire un'usanza romana del suo tempo ad un'ordinanza di Milziade. Il Liber Pontificalis, probabilmente, non è meno arbitrario nell'attribuire a questo papa un altro decreto secondo il quale il pane eucaristico consacrato nella Messa Solenne del papa doveva essere portato in tutte le chiese di Roma. Tale usanza esistette davvero a Roma, ma non c'è alcuna prova che fu introdotta da Milziade, come invece asserisce il Liber Pontificalis.

### Morte e sepoltura
Dopo la sua morte, il 10 gennaio 314, Milziade fu sepolto nelle Catacombe di San Callisto.

## Culto
La tradizione vuole che i suoi resti siano conservati nella chiesa di San Silvestro in Capite. La Sua festa, secondo il Martyrologium Hieronymianum e il Martirologio Romano ricorre il 10 gennaio.
Di lui Agostino d'Ippona disse:
Martirologio Romano: